# Chigi (Adelsgeschlecht)

Wappen der Chigi

Die Chigi ['kidʒi] sind ein römisches Adelsgeschlecht fürstlichen Standes, ursprünglich als Kaufmanns- und Bankiersfamilie aus Siena stammend. Sie stellten einen Papst und mehrere Kardinäle.

## Geschichte

### Ursprünge
Die Chigi waren in Siena Bankiers und erlangten Ende des 14. Jahrhunderts den Adelsstand, wie es für viele Familien des Italienischen Adels (aus Oberitalien) typisch ist. Sie führten sich legendenhaft allerdings selbst als jüngerer Seitenzweig auf die Herren von Ardengheschi zurück, eine gräfliche Familie wohl langobardischen Ursprungs, die seit dem 10. Jahrhundert Lehen in den heutigen Provinzen Siena und Grosseto innegehabt hatte und zwischen 1151 und 1202 von den Sienesern unterworfen worden war; solche Abstammungslegenden sind für geadelte Kaufmannsgeschlechter ebenfalls nicht untypisch. Zwei Familienangehörige erlangten in der Zeit der Großen Pest Mitte des 14. Jahrhunderts als Eremiten die Seligsprechung: Giovanni da Lecceto (1300–1363) und Angela.

### Wirtschaftliche Erfolge

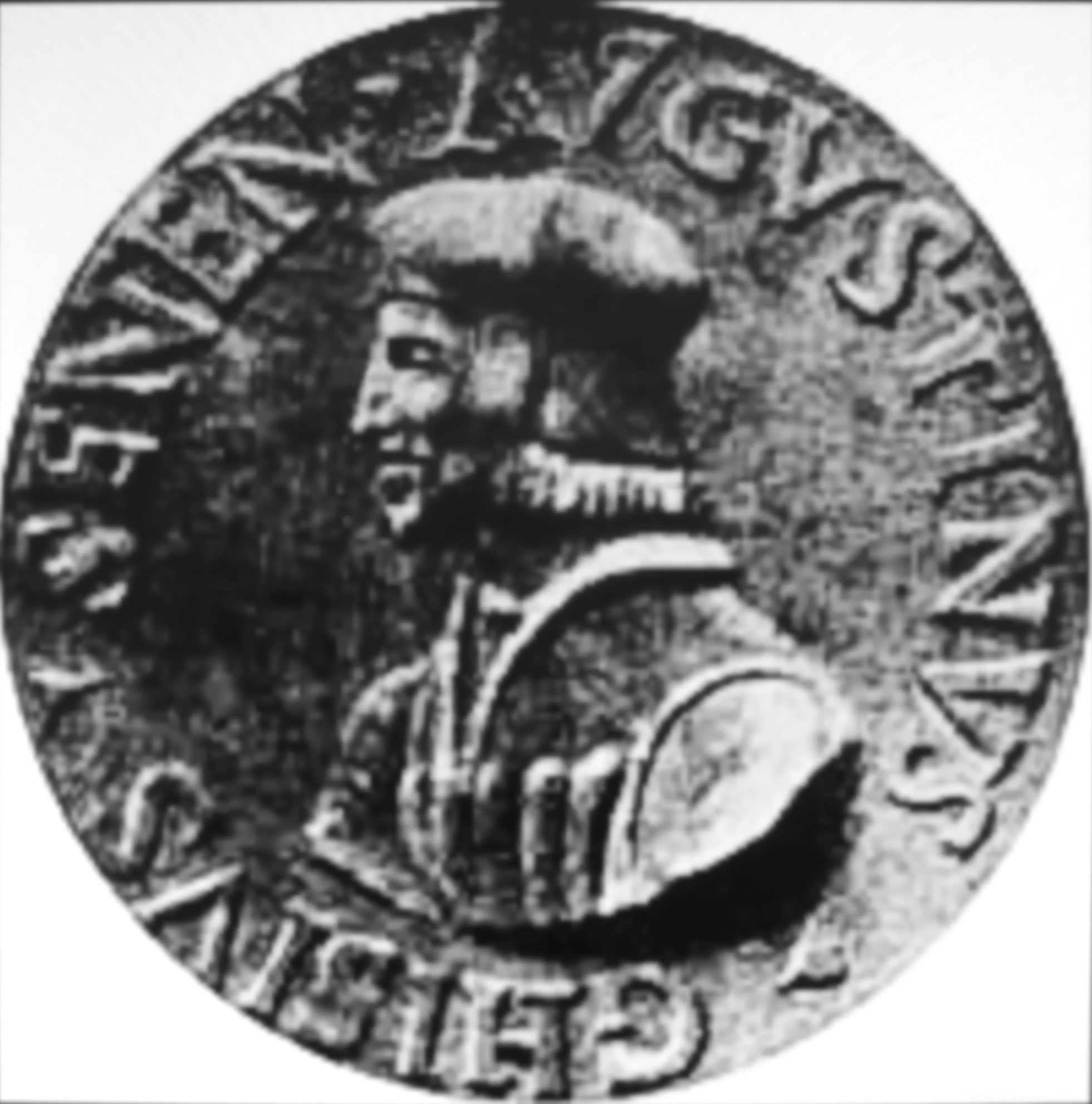
Agostino Chigi (1466–1520), Bankier und Mäzen

Mit dem Bankier Mariano Chigi (1439–1504) kam die Familie zu großem Reichtum und errichtete den Palazzo Chigi in Siena. Marianos Sohn Agostino Chigi (1465–1520) zog von der Toskana im Jahre 1487 nach Rom. Ab 1509 war er Chef des Bankhauses der Spanocchi und stieg zu einem der bedeutendsten Bankiers und Handelsherren seiner Zeit auf. Er unterhielt Handelsbeziehungen mit ganz Westeuropa, Handelshäuser in Lyon, London, Konstantinopel, Amsterdam und Babylon sowie etwa hundert Frachtschiffe. Er hatte zeitweise 20.000 Mitarbeiter. Er förderte bedeutende Künstler der Renaissance wie Perugino, Sebastiano del Piombo, Giovanni da Udine, Giulio Romano, Sodoma und Raffael.

### Kirchliche Karrieren

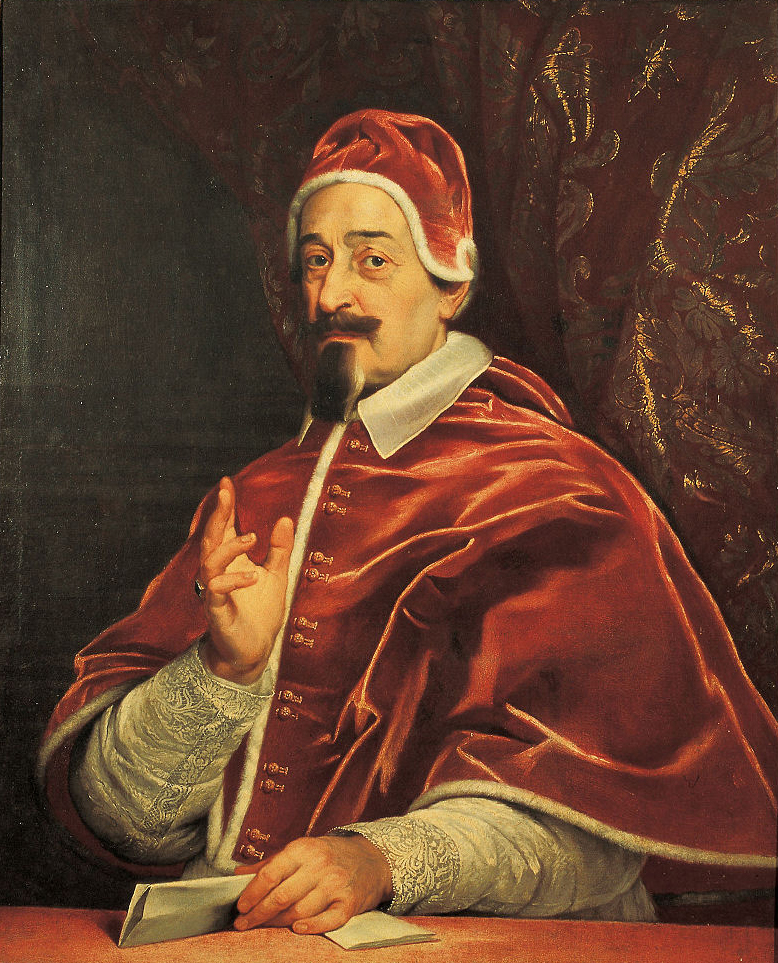
Papst Alexander VII. (Fabio Chigi), 1599–1667

Aus dem in Siena verbliebenen Familienzweig stammte Flavio Chigi (1548–1611), der in den dortigen Zweig der Familie von Papst Paul V., der Borghese, einheiratete. Sein Sohn Fabio (1599–1667) wurde Theologe und brachte es 1639 zum päpstlichen Nuntius in Köln. Als außerordentlicher Gesandter von Papst Innozenz X. hielt er sich von 1644 bis 1649 in Münster auf, wo er an den Verhandlungen zum Westfälischen Frieden teilnahm; 1652 wurde er Kardinalstaatssekretär und 1655 als Alexander VII. (bis 1667) zum 237. Papst gewählt. Berninis Kolonnaden um den Petersplatz sind bis heute ein machtvolles Dokument der Baupolitik dieses Papstes, ebenso wie die Cathedra Petri im Petersdom.

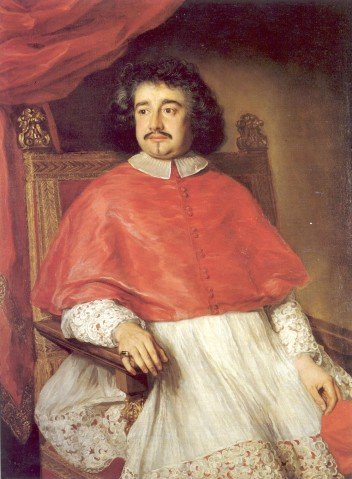
Kardinal Flavio Chigi (1631–1693)

Ursprünglich galt Alexander VII. als Gegner des Nepotismus und enthielt sich eine gewisse Zeit lang einer Bevorzugung der eigenen Verwandten im Kirchenstaat. Im Jahre 1656 aber berief er, mit Zustimmung des Kardinalskollegiums, seinen Bruder Mario und seine Neffen Agostino, Flavio und Sigismondo nach Rom. Flavio Chigi (1631–1693) wurde 1657 zum Kardinal ernannt und trat in die Funktion des päpstlichen Kardinalnepoten ein, der die Familiengeschäfte im Kirchenstaat zu führen hatte. Mit Geldern aus der päpstlichen Schatulle kaufte er zwischen 1659 und 1662 die nördlich von Rom gelegenen Orte Campagnano di Roma, Cesano, Formello und Sacrofano von den stark verschuldeten Herzögen von Bracciano aus der Familie Orsini, woraufhin der Papst dieses Gebiet zum Fürstentum Campagnano erhob; der Kardinal war damit zugleich auch Fürst des päpstlichen Adels geworden. Kardinal Flavio ließ außerdem den heute als Palazzo Odescalchi bekannten Palast an der Piazza SS. Apostoli von Gian Lorenzo Bernini erbauen und brachte in ihm seine umfängliche Antikensammlung unter, die im Jahre 1728 an August den Starken, König von Polen und Kurfürst von Sachsen, verkauft wurde und heute den Hauptteil der Sammlung des Albertinum in Dresden bildet.
Sigismondo Chigi (1649–1678), Vetter des Kardinals Flavio, wurde 1667 in jungem Alter noch kurz vor dem Tode des Papstes ebenfalls mit dem Kardinalspurpur ausgestattet. Agostino Chigi (1634–1705) erhielt als weltlicher Nepot, der die bis heute existierende Fürstenfamilie Chigi begründete, das Fürstentum Campagnano und auf Grund seiner Heirat mit Maria Virginia Borghese 1658 auch das Fürstentum Farnese westlich des Bolsenasees sowie das Fürstentum Albano (heute Albano Laziale) und das Herzogtum Ariccia am Albaner See übertragen. Außerdem kaufte er 1659 von der Familie Aldobrandini deren Palast, den heutigen Palazzo Chigi, der seit 1961 Amtssitz des italienischen Ministerpräsidenten ist. Der Palazzo Chigi in Ariccia (südl. von Rom) aus der zweiten Hälfte des 16. Jahrhunderts wurde bis 1988 von der Familie bewohnt. Auch die Aldobrandini sowie die Barberini, beide aus Florenz und die Odescalchi aus Como sind − wie die Chigi − norditalienische Kaufmannsfamilien, die Päpste stellten und dadurch in den römischen Hochadel aufstiegen.
1712 wurde Augusto Chigi, 2. Fürst von Farnese und Sohn des Agostino, zum (weltlichen)  Marschall der Hl. Römischen Kirche und Kustoden des Konklaves ernannt; ein Erbamt, das durch den Tod des Giulio Savelli, Principe di Albano, vakant geworden war. Es wurde bis zur Kurienreform von Paul VI. 1966 von der Familie ausgeübt. Seither wird es nur noch als Erbtitel vom Erstgeborenen der Familie geführt.

### Familienzweige
Von Benedetto Chigi, der im 15. Jahrhundert in Siena geblieben war, leitete sich der dortige Familienzweig ab, der später den Namen Chigi-Saracini-Lucherini annahm. Der Papstnepote Kardinal Flavio Chigi hinterließ sein Erbe dem Neffen Bonaventura, der den Zweig Chigi-Zondadari in Siena begründete. Von Francesco Chigi, einem Bruder des Bankiers Agostino, stammten die Chigi Montoro aus Viterbo ab.
Als 1852 die römische Familie Albani ausstarb, in die 1735 die römische Linie der Chigi eingeheiratet hatte, erbten die Cousins von Filippo Giacomo Albani (1760–1852), IV. Fürst von Soriano nel Cimino, dessen Besitz in Soriano und änderten aufgrund der Bestimmungen des Familienfideikommisses ihren Familiennamen in Chigi-Albani. Sie fügten später noch den Namen der erloschenen Papstfamilie Della Rovere hinzu. Der römische Hauptast erlosch mit Don Agostino, Principe Chigi Albani della Rovere (1929–2002); 1988 hatte er den Familienpalast in Ariccia an die dortige Gemeinde verkauft; er ist heute Barockmuseum. Ein weiterer römischer Seitenzweig besitzt noch die Villa Chigi-Sacchetti in Castel Fusano bei Rom, gegenwärtiges Familienoberhaupt ist Don Mario Lodovico Principe Chigi Albani della Rovere (* 1929).
Die Chigi gehören, neben den Borghese und deren Seitenlinie Aldobrandini sowie den Familien Barberini, Caetani, Colonna, Doria-Pamphilj, Lante Montefeltro della Rovere, Massimo, Odescalchi, Orsini, Pallavicini, Riario Sforza, Ruspoli und Torlonia zu den bekanntesten Fürstenhäusern des stadtrömischen Hochadels und des italienischen Adels.

## Familienmitglieder

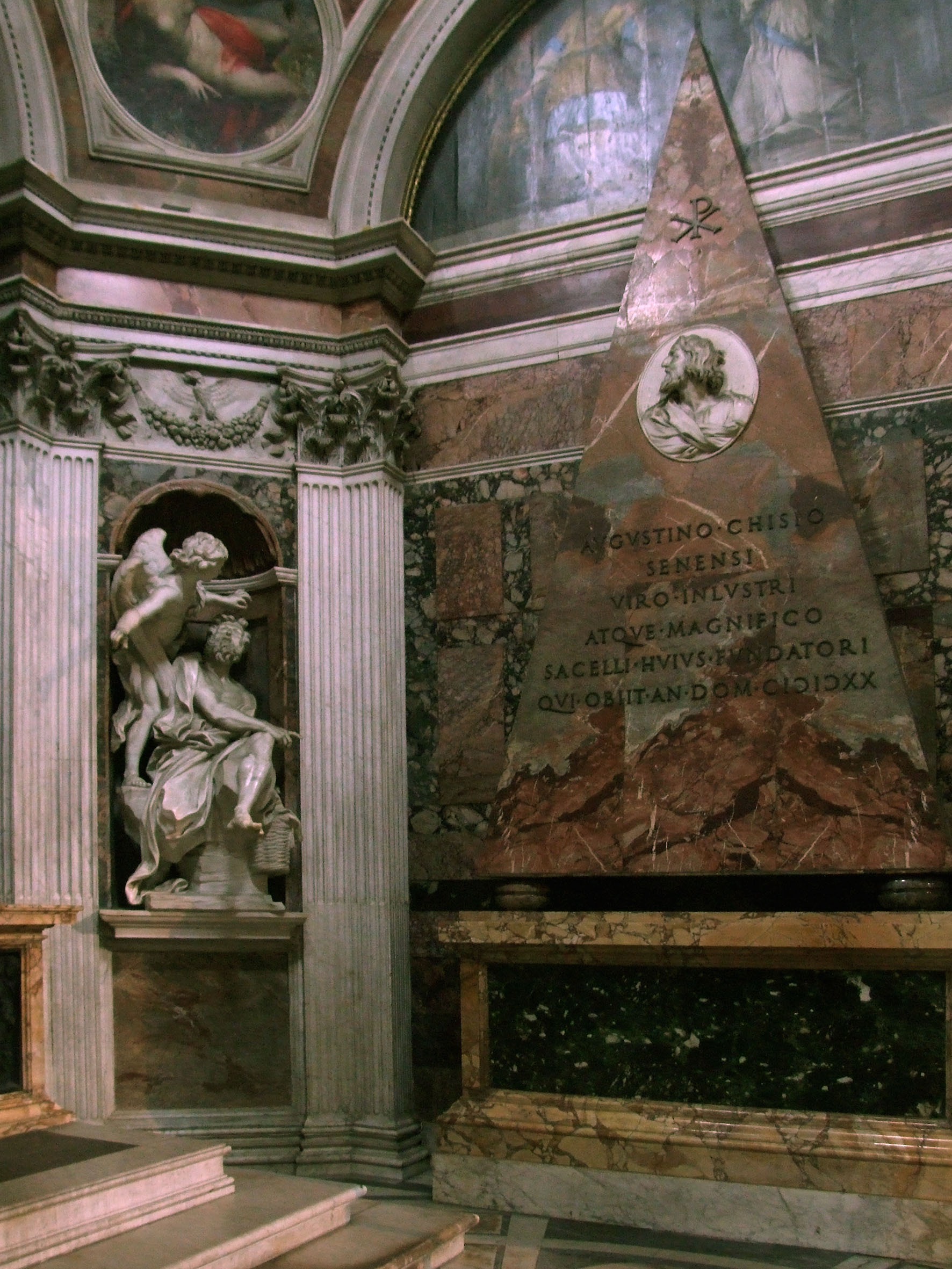
Grabmal des Agostino Chigi (1465–1520) in Santa Maria del Popolo

- Agostino Chigi (1466–1520), Bankier, Unternehmer und Mäzen
- Fabio Chigi (1599–1667), Geburtsname von Papst Alexander VII. (237. Papst)
- Flavio Chigi (1631–1693), 1657 Kardinal, Kardinalnepot
- Agostino Chigi (1634–1705), Neffe von Alexander VII., Reichsfürst unter Leopold I. (1659)
- Sigismondo Chigi (1649–1678), Neffe von Alexander VII., Kurienkardinal
- Flavio II. Chigi (1711–1771), Kardinal
- Flavio III. Chigi (1810–1885), Kardinal, päpstlicher Nuntius in Frankreich
- Ludovico Chigi Albani della Rovere (1866–1951), Großmeister des Malteserordens

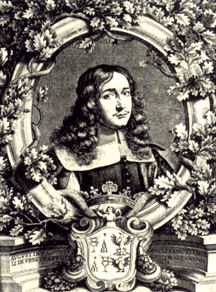
Fürst Agostino Chigi (1634–1705), Neffe von Alexander VII.
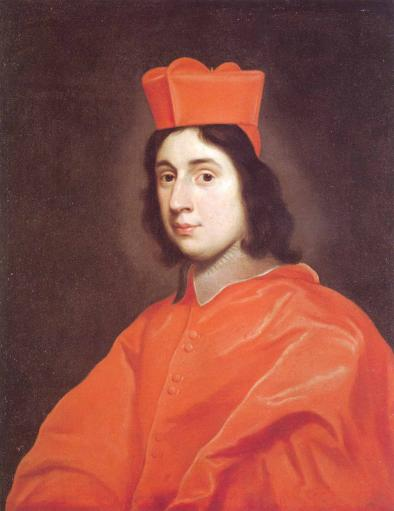
Kardinal Sigismondo Chigi (1649–1678), Neffe von Alexander VII.
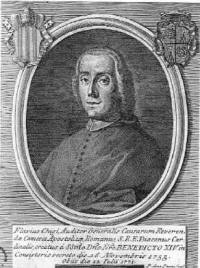
Kardinal Flavio II. Chigi (1711–1771)
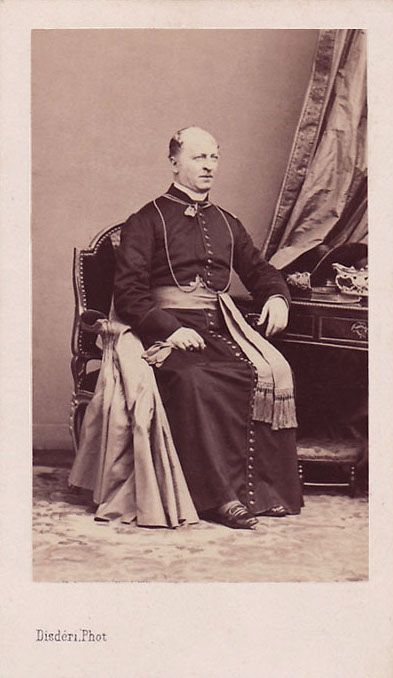
Kardinal Flavio III. Chigi (1810–1885)

## Bilder

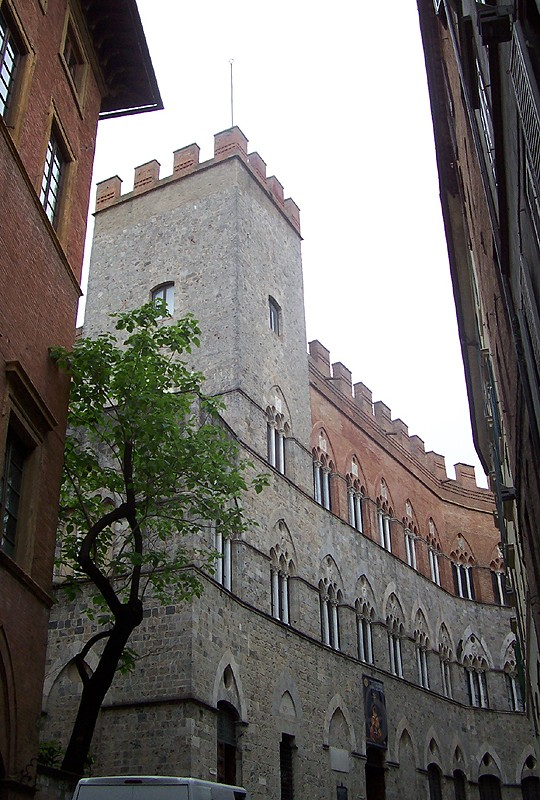
Palazzo Chigi, Siena
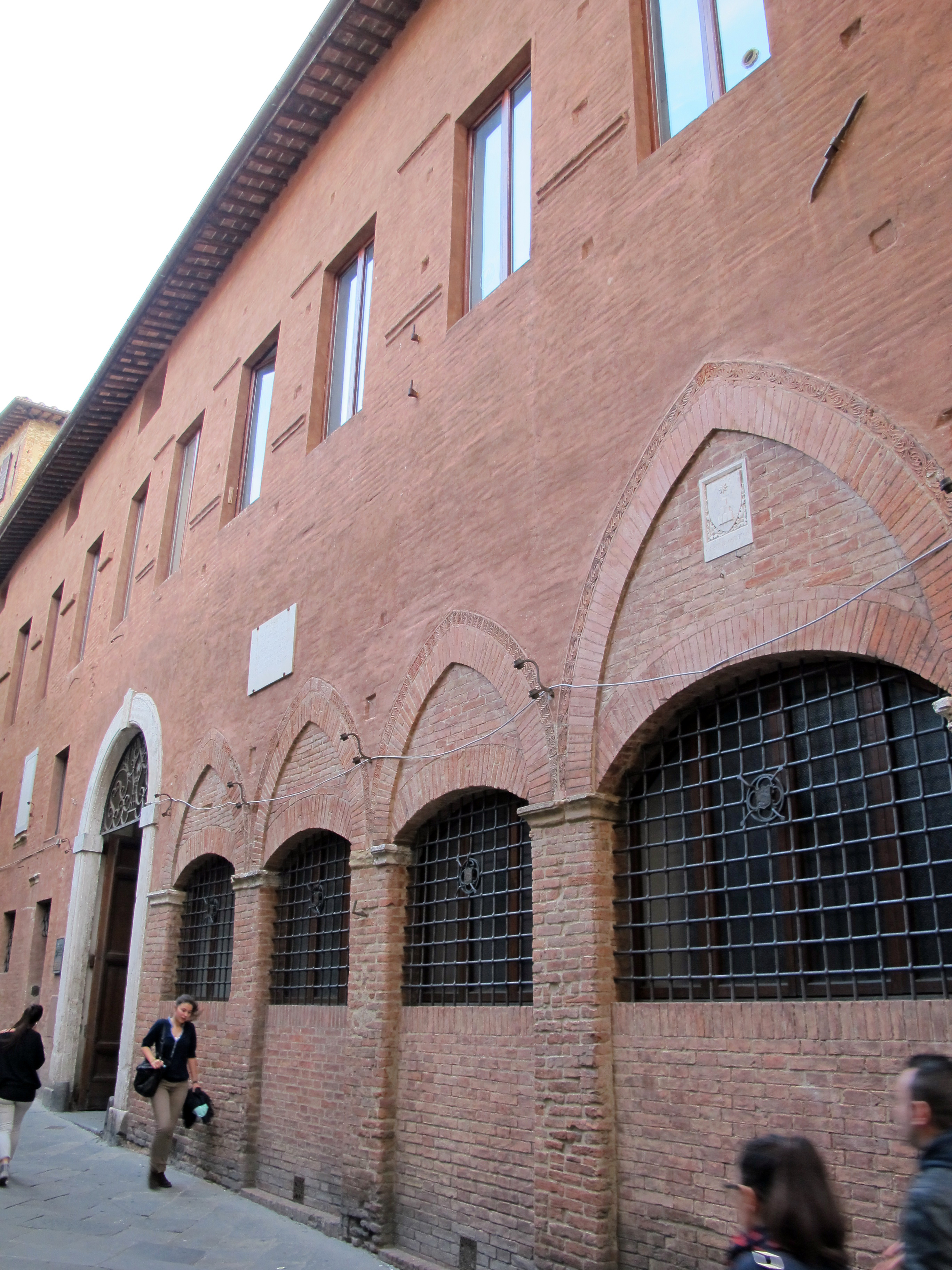
Casa Chigi-Saracini, Siena
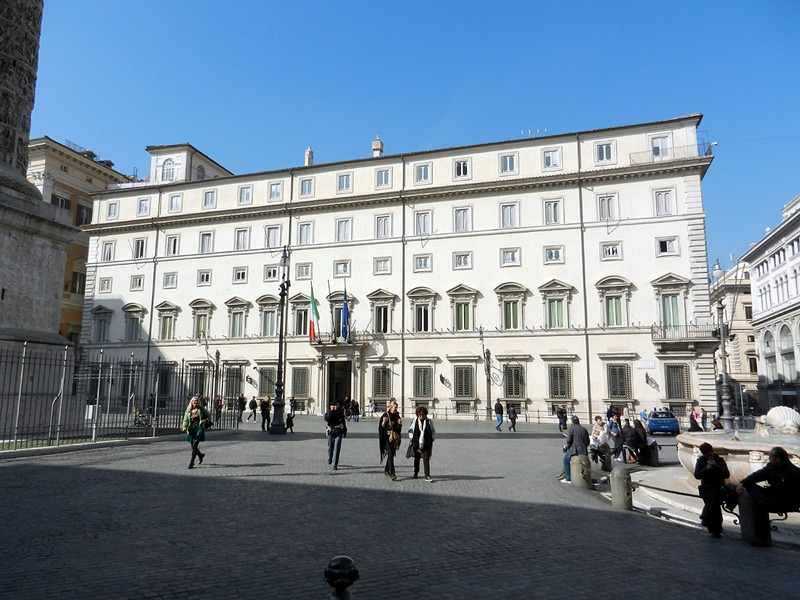
Palazzo Chigi, Rom
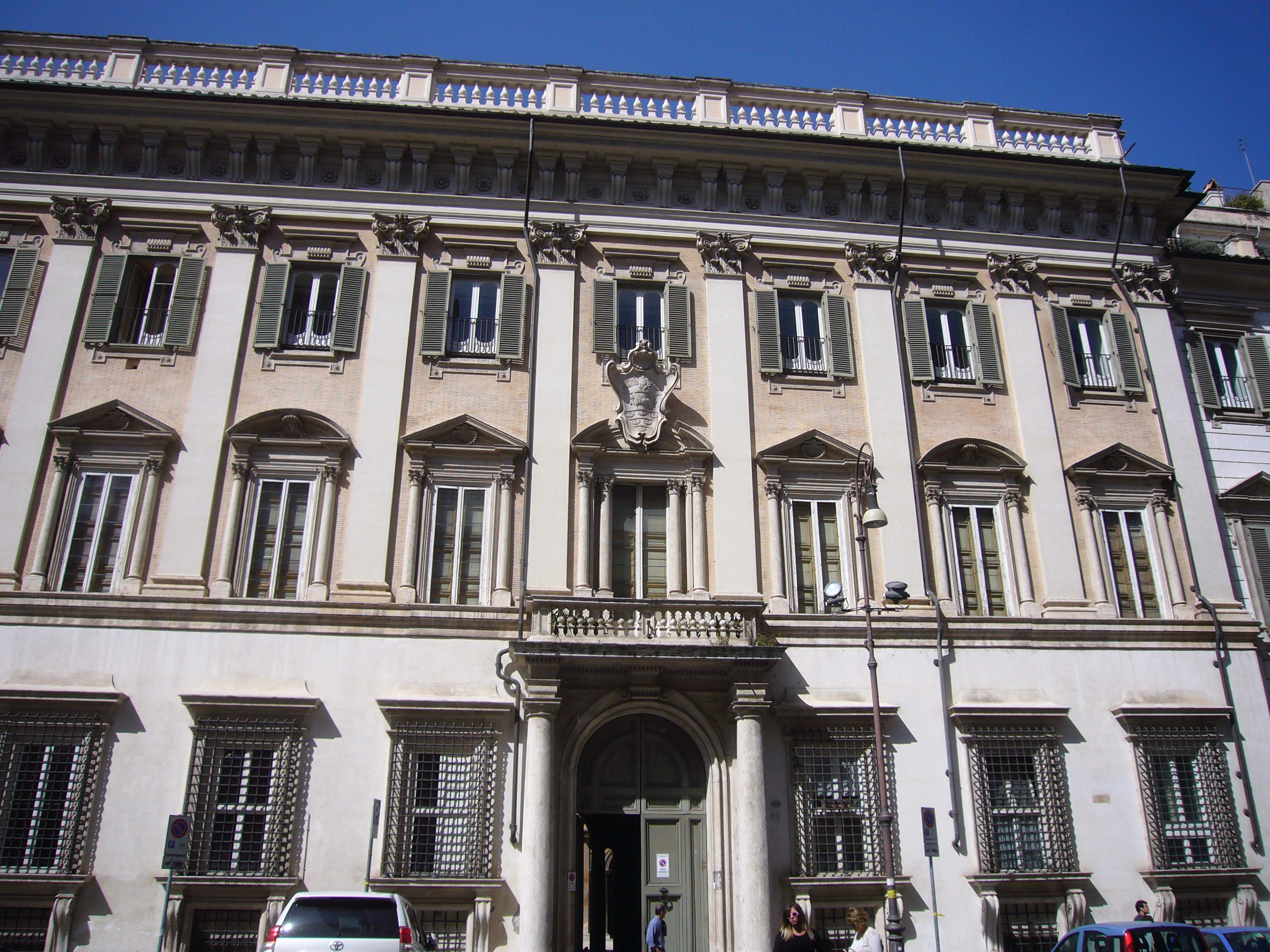
Palazzo Chigi-Odescalchi, Rom
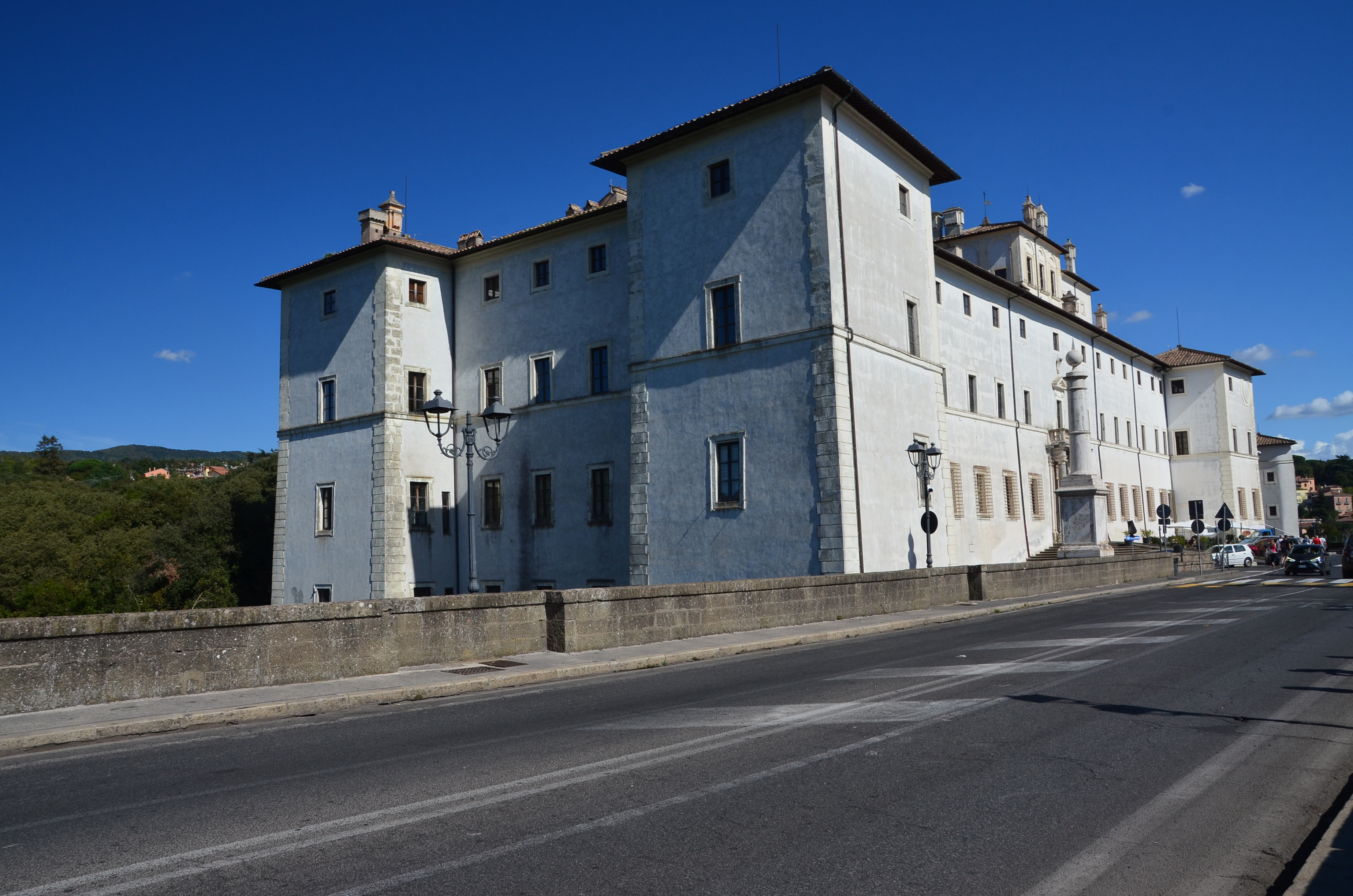
Palazzo Chigi in Ariccia
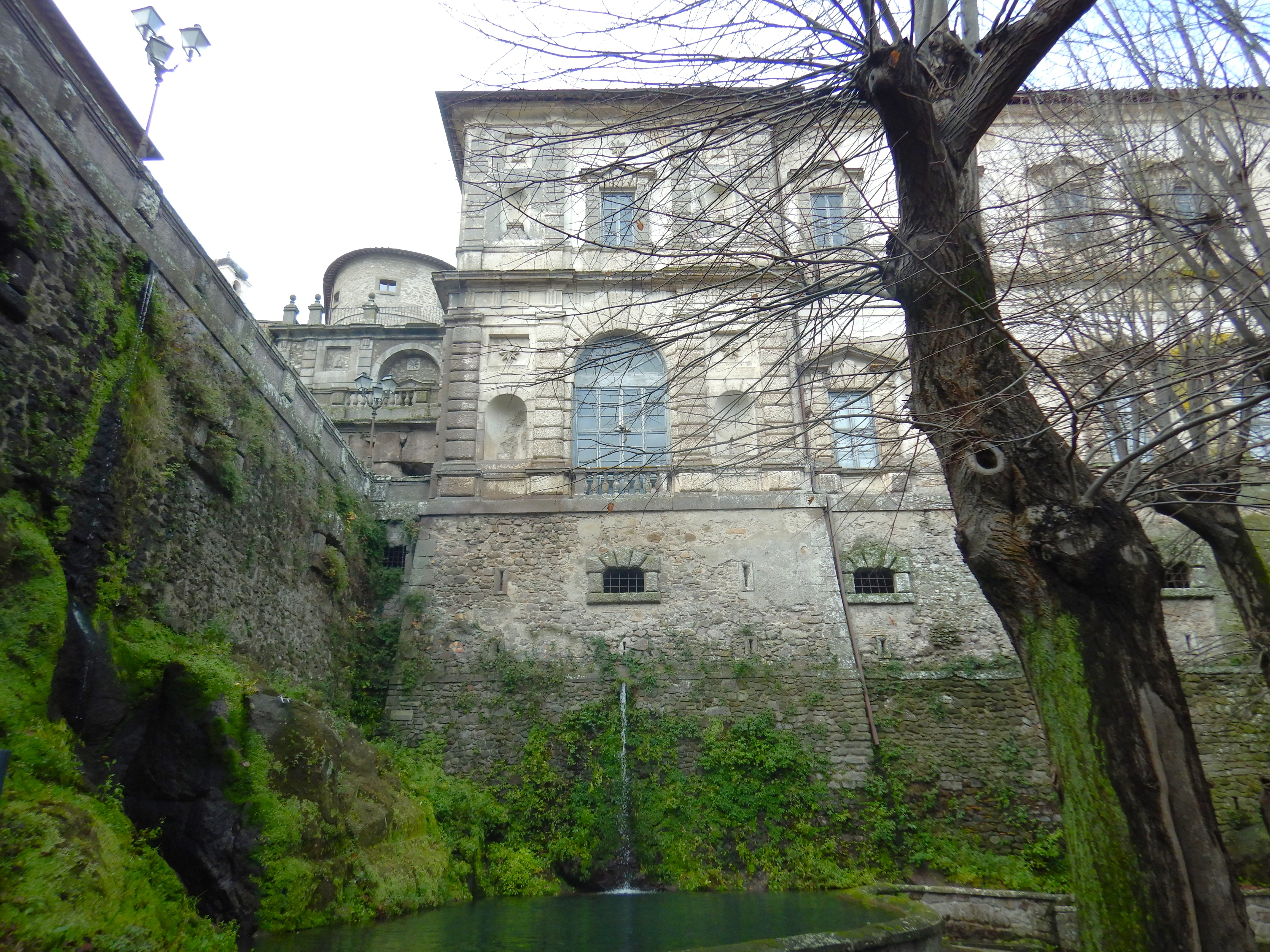
Palazzo Chigi-Albani in Soriano nel Cimino
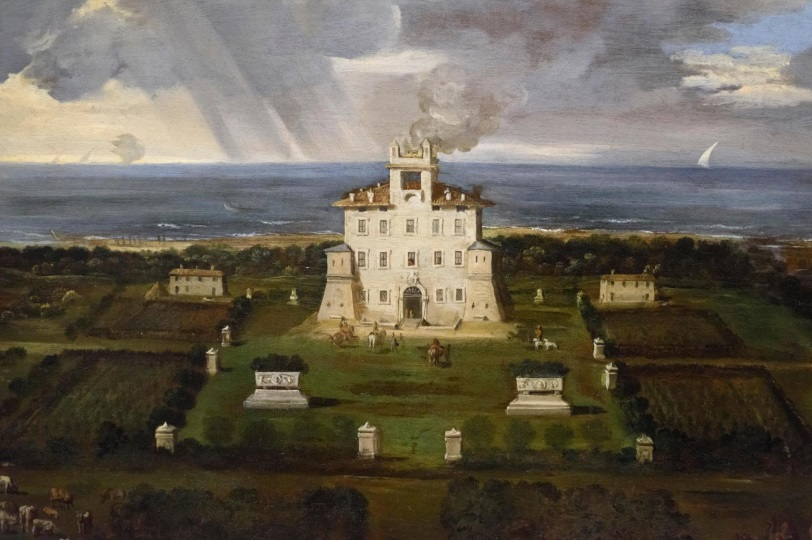
Villa Chigi-Sacchetti in Castel Fusano